# Горбків
Горбкі́в — село в Україні, у Сокальській міській громаді Шептицького району Львівської області. Населення становить 914 осіб.

## Історія
На 1.01.1939 в селі мешкало 1540 осіб, з них 1150 українців-греко-католиків, 90 українців-римокатоликів, 260 польських колоністів міжвоєнного періоду, 40 євреїв. 
Метричні записи Горбкова за 1762-1775.

## Церква
Уперше церква в селі згадується у 1578 році.
Нинішня церква Воскресіння Господнього збудована у 1870 році До заборони комуністами греко-католицької церкви у 1946 році була дочірня церква Воздвиження Чесного Хреста в парафії Тартаків Сокальського деканату Перемишльської єпархії.

## Постаті, пов'язані з Горбковом
Народилися
- Козярський Богдан Іванович (1931—2017) — український вчитель, письменник, політик. Депутат Верховної Ради України І скликання.